# Хайнрих Хофман
Хайнрих Хофман (на немски: Heinrich Hoffmann) е германски фотограф, политик от Нацистката партия и издател, известен като фотографът на Адолф Хитлер.

## Биография
Роден е на 12 септември 1885 г. във Фюрт. Той е единственото дете на фотографа Роберт Хофман и съпругата му Мария, род. Каргл. Желанието му да следва рисуване не се сбъдва, поради съпротивата на баща му. През 1906 г. той се установява в Мюнхен и ръководи две фотографски ателиета. През 1908 г. решава да стане прес фотограф.
През април 1920 г. 34-годишният Хофман влиза в Нацистката партия и поема антисемитското списание „Auf gut deutsch“. Той започва да фотографира големите от партията. През 1923 г. се издават неговите първи портрети на Хитлер. През 1929 г. 17-годишната Ева Браун учи в неговото ателие и там се запознава с Адолф Хитлер.
През април 1945 г. Хофман след последното му посещение при Хитлер отива в Бавария, където в Обервьосен е арестуван от САЩ-армията. През октомври 1945 г. Хофман е изместен в интернационалния военен затвор в Нюрнберг. Той е осъден на десет години затвор, от които в крайна сметка излежава само четири, и конфискация на имуществото му. През 1943 г. той притежавал предполагаемо шест милиона райхсмарки и 278 картини. След освобождаването му през 1950 г. живее в село Епфах, на около 80 км югозападно от Мюнхен.
Умира на 16 декември 1957 г. в Мюнхен.

## Личен живот
Той се жени през 1911 г. в Мюнхен за певицата и актрисата Тереза „Нели“ Бауман († 1928) и има две деца:
- Хенриета (1913 – 1992), писателка, омъжена на 31 март 1932 г. за по-късния обергрупенфюрер Балдур фон Ширах
- Хайнрих (* 24 октомври 1916).

След смъртта на съпругата му той се жени втори път за Ерна Грьобке.

## Публикации
- Der Triumph des Willens – Kampf und Aufstieg Adolf Hitlers und seiner Bewegung, 1933
- Deutschland erwacht, 1933
- Jugend um Hitler – 120 Bilddokumente aus der Umgebung des Führers, 1934
- Hitler wie ihn keiner kennt, 1935
- Adolf Hitler, Bilder aus dem Leben des Führers, 1936
- Die Weltausstellung Paris 1937, 100 Raumbild-Aufnahmen, 1937
- Fotos und Holzschnitt Reichsautobahn A2: Hannover – Bad Oeynhausen – Bielefeld, 1937
- Hitler Abseits vom Alltag, 1937
- Mussolini erlebt Deutschland, 1937
- Hitler baut Grossdeutschland im Triumph von Königsberg nach Wien, 1938
- Hitler bei dem Deutschen Turn – und Sportfest in Breslau, 1938
- Hitler bei dem Deutschen Turn – und Sportfest in Breslau 1938, 1938
- Hitler holt die Saar heim, 1938
- Hitler in seinen Bergen, 1938
- Hitler in seiner Heimat, 1938
- Parteitag Großdeutschland. 79 Bilddokumente vom Reichsparteitag zu Nürnberg 1938, 1938
- Das Antlitz des Führers, 1939
- Dr. Robert Ley und sein Weg mit dem deutschen Arbeiter zum Führer, 1939
- Ein Volk ehrt seinen Führer Der 20. April 1939 im Bild, 1939
- Hitler in Böhmen-Mähren-Memel, 1939
- Mit Hitler in Polen, 1939
- München. Die Hauptstadt der Bewegung., 1939
- Mit Hitler im Westen, 1940
- Stahl aus Luxemburg, 1942
- Hitler wie ich ihn sah. Aufzeichnungen seines Leibfotografen. Herbig, München und Berlin, 1974, ISBN 3-7766-0668-1.